# Sidicins
Els sidicins (en llatí: Sidicini; en grec antic: Σιδικῖνοι) foren un poble itàlic que habitava la regió entre el Laci i la Campània, entre els volscs, els samnites i els auruncs. La seva capital era Teànum. Segons Estrabó, parlaven osc, afirmació confirmada a partir de les monedes de Teànum, que en dates reculades es troben en aquest idioma.
Eren un poble veí de les ciutats campanianes del sud, i per això en foren aliats en les seves guerres per defugir el domini dels samnites, feroços veïns del nord. Això els portà a aliar-se amb els llatins per fer la guerra contra els romans i els samnites en la guerra llatina. Després de ser derrotats novament pels romans, desaparegueren com a poble organitzat, es dissolgueren en la resta de campanians i el seu nom desaparegué de la història.

## Primera guerra samnita (343-341 aC)

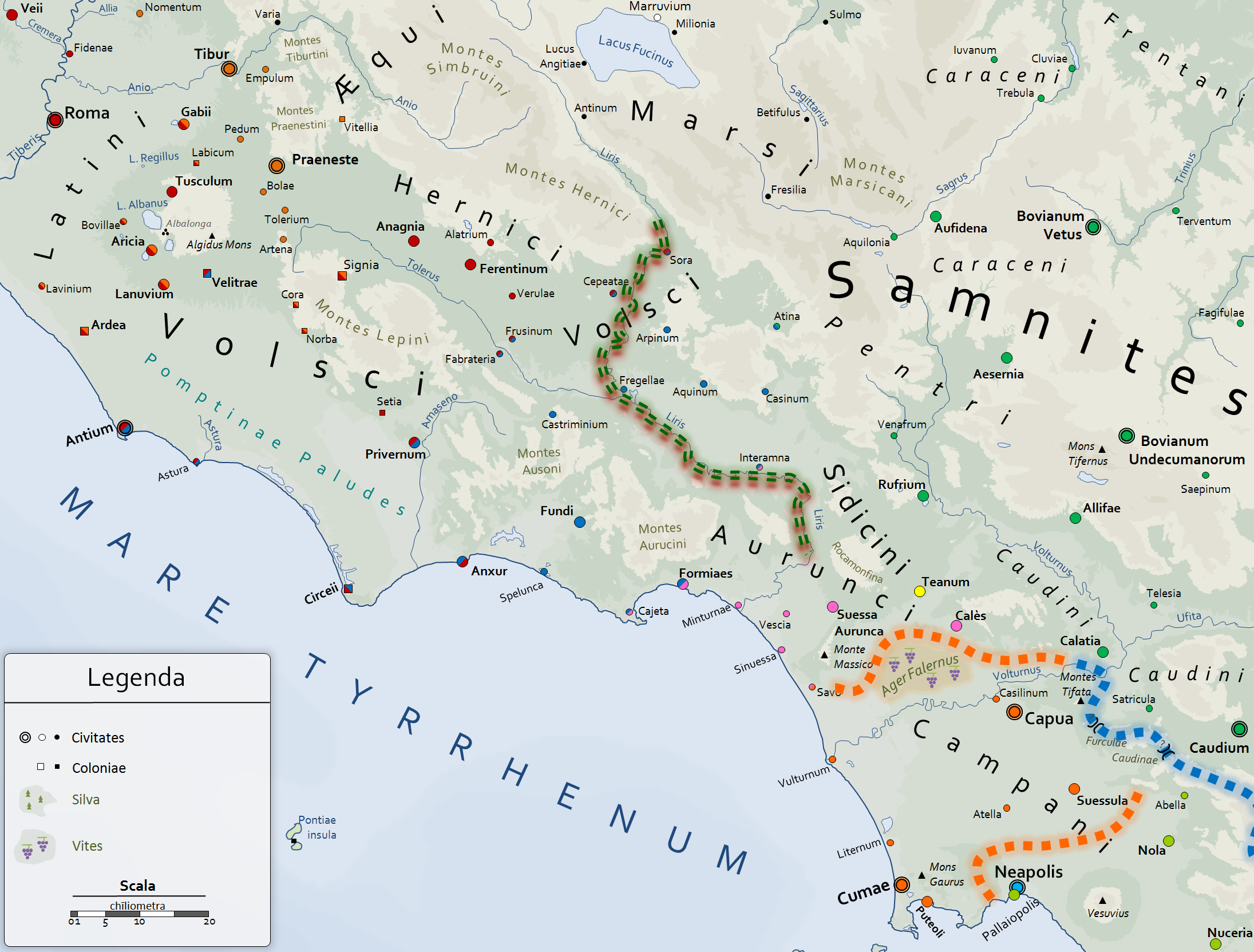
Els sidicins en un mapa de la primera guerra samnita

Segons Titus Livi, els sidicins s'estenien originàriament al nord de la vall del Liris, i dominaven fins a Fregel·les, que posteriorment apareix com una població dels volscs.
Són esmentats per primer cop a la història el 343 aC, quan foren atacats pels samnites, i van demanar ajut a Cumes i altres ciutats de la Campània. L'exèrcit que van enviar fou derrotat pels samnites; llavors, Cumes va demanar ajut de Roma, i la seva intervenció va originar la primera guerra samnita. Va ser la primera vegada que Roma combatia en territoris més enllà del Laci. De la banda de Roma i Cumes també lluitava la lliga llatina. La guerra fou breu. Al començament, els romans van derrotar els habitants de les muntanyes en la batalla del Mont Gaure, però també van patir pèrdues i el resultat no fou decisiu, i
el senat romà va pressionar per signar una treva amb els samnites. Els romans acceptaven que els sidicins romandrien sota l'esfera d'influència samnita i, a canvi, Roma mantindria el control sobre Càpua. La pau del 341 aC entre Roma i el Sàmnium va deixar els samnites lliures per tornar a fer la guerra als sidicins si volien.

## Guerra llatina (340-338 aC)
Llavors, els sidicins van demanar ajut a la Lliga Llatina; en realitat, els sidicins encara van haver d'ajudar els llatins en la gran guerra llatina al final de la qual encara conservaven la seva independència.
Pels habitants de Teànum fou un cop fort el sentir-se abandonats pels samnites. L'economia comercial dels llatins es va veure ressentida, i van demanar suport als sidicins. A més, molts de campanians se sentien traïts per la renovació de l'aliança entre romans i samnites, llevat de Càpua que se salvava de possibles atacs mitjançant les condicions del pacte. Hi havia moltes parts insatisfetes i això va fer que tornés a haver-hi enfrontament armat.
El 340 aC, la lliga llatina, els sidicins, alguns campanians, els volscs i els auruncs van entrar en guerra contra Roma i els samnites. Aquesta guerra acabaria per la dissolució de la lliga el 338 aC, després de la victòria romanosamnita. El resultat fou la pèrdua d'independència de les ciutats del Laci en benefici de Roma i el seu domini sobre part de la Campània. Els sidicins, per la seva banda, van romandre sotmesos als samnites.

## Guerra romanosidicina (336-332 aC)

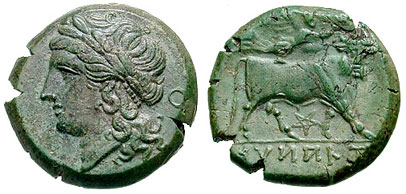
Moneda encunyada a Teànum c., capital dels sidicins. Representa el cap d'Apol·lo (esq.) i un bou coronat per Nice (dr).

Tot seguit van començar una guerra contra els auruncs; aquests foren derrotats, i els sidicins van ocupar la capital dels auruncs, Suessa. Els sidicins foren aliats en aquesta guerra dels àusons de Cales. Els romans van defensar els auruncs i van derrotar els sidicins i àusons; Cales fou ocupada, i el 332 aC el territori dels sidicins fou devastat llevat de la capital, Teànum, que va resistir. El resultat final del conflicte no és conegut, però el 297 aC se suposa que els sidicins ja estaven sota poder de Roma com a sotmesos o aliats, ja que en aquest any es va fer un atac als samnites des del seu territori.

## Sobirania romana
El 305 aC, a finals de la segona guerra samnita, dos exèrcits romans guiats respectivament per cadascun dels cònsols porten a terme una activitat de destrucció per tot el Sàmnium, a vegades sortint des del territori dels sidicins. Això va forçar els samnites a demanar un acord de pau.
Les condicions del tractat no foren massa dures per als samnites, que només van cedir els territoris limítrofs: la Campània, a l'oest, i l'Apúlia a l'est. La vall del Liris va passar totalment a mans dels romans, i també el territori dels auruncs, mentre que els samnnites conservaren la fortalesa d'Atina a les muntanyes més pròximes. Els sidicins no són esmentats en el tractat, però és clar que, si havien sobreviscut, restaven sotmesos, perquè el 297 aC, durant la tercera guerra samnita, els cònsols van passar sense cap inconvenient per l'antic territori dels sidicins per fer la seva campanya.
Segons Estrabó, en temps seu (segle i) eren un poble osc desaparegut.